# 王振耀 (官员)
王振耀（1954年3月6日—），汉族，中国民政部救灾救济司司长、国家减灾委员会办公室常务副主任、国家减灾中心主任，民政部慈善事业发展协调小组办公室主任、中国慈善捐助信息中心理事长。王振耀同时是北京师范大学公共政策研究所教授、博士生导师。
王振耀历任国务院农村发展研究中心助理研究员、非经济分析室副主任，民政部基层政权建设司农村处处长、基层政权建设司副司长，民政部救灾救济司副司长、司长。现任北京师范大学公益研究院院长一职。

## 履历
- 1978年-1982年，就读于天津南开大学历史系世界史专业，获历史学学士学位。
- 1983年-1986年，就读于武汉华中师范大学政治学系，获法学硕士学位。
- 1986年-1988年，国务院农村发展研究中心工作，为助理研究员，副处长。
- 1989年-1997年，民政部基层政权建设司，先后任农村处处长，副司长。
- 1997年6月-1999年7月，民政部救灾救济司副司长、减灾办副主任.
- 1999年7月-2000年6月，就读于美国哈佛大学肯尼迪政府学院，获行政管理硕士学位。
- 1999年9月-2002年7月，就读于北京大学政府管理学院，获法学博士学位。
- 2000年7月-2001年5月，任民政部救灾救济司副司长.
- 2001年6月-2005年，任民政部救灾救济司司长、国家减灾委员长会办公室常务主任、国家减灾中心主任。